# Smicroplectrus apicatus
Smicroplectrus apicatus là một loài tò vò trong họ Ichneumonidae.